# Městec Králové
Městec Králové (en allemand : Königstädtel, précédemment : Königstadtl) est une ville du district de Nymburk, dans la région de Bohême-Centrale, en République tchèque. Sa population s'élevait à 2 860 habitants en 2024.

## Géographie
Městec Králové se trouve à 13 km au nord-ouest de Chlumec nad Cidlinou, à 19 km à l'est de Nymburk et à 64 km à l'est-nord-est de Prague.
La commune est limitée par Záhornice au nord, par Sloveč et Běrunice à l'est, par Dlouhopolsko et Opočnice au sud, et par Podmoky, Velenice et Činěves à l'ouest.

## Histoire
La première mention écrite de la localité date de 1300.

## Personnalités
- Ivan Hasek, ancien joueur de football international tchèque, entraîneur de l'AS Saint-Etienne (saison 2006-2007), y est né,
- François Xavier Thomas Pokorný (1729-1794), violoniste, y est né
- Ottokar Ier de Bohême y est probablement né.